# Steven Levitan
Steven E. Levitan (Chicago, 6 de abril de 1962) é um diretor, roteirista e produtor americano. Ele criou séries de televisão como Just Shoot Me!, Stark Raving Mad, Stacked, Back to You e Modern Family.

## Início da vida e Educação
Levin foi criado como judeu em Chicago, Illinois. Ele estudou em  Glenbrook South High School e University of Wisconsin–Madison no periodo de 1980 a 1984, graduando-se com o grau de Bacharel em Jornalismo.

## Carreira
Levitan trabalhou como repórter e âncora da manhã em Madison, Wisconsin, e como redator na Leo Burnett Publicidade em Chicago. Steven se mudou para Hollywood em 1989, após a venda de um roteiro de um episódio de The Wonder Years.
Como produtor executivo, Levitan ganhou um Emmy em 1996 por Frasier na categoria Outstanding Comedy Series. Ele também foi nomeado no mesmo ano por Melhor Roteiro na categoria Série de Comédia por The Larry Sanders Show. Ele foi nomeado para um Emmy em Melhor Roteiro para Série de Comédia para Just Shoot Me! e mais dois como produtor executivo.
Sua empresa, Steven Levitan Productions, produziu a série Just Shoot Me!, Stark Raving Mad, Greg the Bunny, Oliver Beene e Stacked.
Steve Levitan e o escritor e produtor Christopher Lloyd se tornaram parceiros em 2006 e juntos, criaram uma empresa de produção chamado "Picture Day". É sob esta empresa que produziu suas co-criações Back to You e Modern Family. Em 2010, Modern Family ganhou o prêmio Emmy de Melhor Série de Comédia, assim como outros dois prêmios Emmy: Melhor Ator Coadjuvante em Série de Comédia para Eric Stonestreet e Melhor Roteiro para Série de Comédia para Steven Levitan e Christopher Lloyd. Ele também ganhou como Diretor para uma série de comédia tendo nomeações para os episódios de Modern Family: "See You Next Fall" (2011) e "Baby on Board" (2012), vencendo a última.

## Vida Pessoal
Steve Levitan é casado com Krista (née Schmuck). Krista é Católica. Eles tem três filhos juntos, duas filhas Hannah e Alexandra, e um filho, Nathaniel, apelidado de "Griffin". Ele e sua família vivem atualmente em Brentwood, California.

## Filmografia

### Criador, Escritor, Produtor & Diretor
- Just Shoot Me! (1997–2003)
- Stark Raving Mad (1999–2000)
- Greg the Bunny (2002)
- Stacked (2005–2006)
- Back to You (2007–2008)
- Modern Family (2009–2020)

### Escritor & Produtor
- Wings (1990)
- The Larry Sanders Show (1992)
- Frasier (1993)
- Greg the Bunny (2002)
- With You In Spirit (2003) (apenas diretor) Piloto
- Back to You (2007–2008)
- Modern Family (2009–2020)

### Escritor
- The Critic (1994)
- Men Behaving Badly (1996)

### Produtor
- The Larry Sanders Show (1995–1996) (co-produtor executivo)
- Say Uncle (2001) (co-produtor executivo)
- Oliver Beene (2003) (produtor executivo)
- Goosebumps (1995-1998) (produtor)

### Diretor
- Yes, Dear

## Créditos deModern Family

### Escritor
- "Pilot"
- "The Incident"
- "Fifteen Percent"
- "Fears"
- "Unplugged"
- "Caught in the Act"
- "Boys' Night"
- "Treehouse"
- "Send Out the Clowns"
- "Schooled"

### Diretor
- "Hawaii"
- "Send Out the Clowns"
- "Baby on Board"
- "Bringing Up Baby"
- "When a Tree Falls"

## Referencias
1. ↑  Steven Levitan, Hollywood's 'elite': We're not villains, USA Today, Dec. 12, 2004.
2. ↑  The Jewish Journal: "Politics, gender and Jewishness loom large at Emmys" by Danielle Berrin September 23, 2012
3. ↑  April MacIntyre (30 de agosto de 2010). «Emmy Awards 2010 Winners List, Surprises and Omissions». Monsters and Critics. Consultado em 30 de agosto de 2010
4. ↑  http://www.emmys.com/nominations/2012/Outstanding%20Directing%20For%20A%20Comedy%20Series
5. ↑  USA TODAY: "Hollywood's 'elite': We're not villains" By Steven Levitan December 12, 2004

- Steven Levitan. no IMDb.
- Fox Flash
- Breaking the Ice
- Journal Sentinel Aug. 20, 2002